# Minutes and Seconds - Live
Minutes and Seconds - Live è il primo album dal vivo della cantautrice inglese Alison Moyet, pubblicato nel 2014.

## Tracce
1. Horizon Flame – 3:56
2. When I Was Your Girl – 3:52
3. Ordinary Girl – 3:35
4. Remind Yourself – 3:57
5. Is This Love? – 4:54
6. Winter Kills – 6:55
7. Filigree – 3:48
8. Only You – 3:06
9. Changeling – 3:22
10. This House – 3:54
11. All Signs of Life – 4:01
12. All Cried Out – 4:55
13. Situation – 4:02